# Miðmorgunshnúkur
Miðmorgunshnúkur är en bergstopp i republiken Island. Den ligger i regionen Suðurland, 100 km öster om huvudstaden Reykjavík. Toppen på Miðmorgunshnúkur är 563 meter över havet.
Trakten runt Miðmorgunshnúkur är nära nog obefolkad, med mindre än två invånare per kvadratkilometer. Det finns inga samhällen i närheten. Trakten runt Miðmorgunshnúkur består i huvudsak av gräsmarker.